# Тоні Локгед
Тоні Локгед англ. Tony Lochhead; нар. 12 січня 1982, Тауранга, Нова Зеландія) — новозеландський футболіст, захисник «Wellington Phoenix» та національної збірної Нової Зеландії.

## Клубна кар'єра
Тоні Локгед виступав у новозеландських командах «Wellington Phoenix» та командах нижчих ліг сокеру США «Orange County Blue Star», «New England Revolution». Учасник фінальної частини 19-го Чемпіонату світу з футболу 2010 в Південно-Африканський Республіці.

## Титули і досягнення
- Володар Кубка націй ОФК: 2008
- Бронзовий призер Кубка націй ОФК: 2004, 2012